# Terme (Samsun)
Pour les articles homonymes, voir Terme.

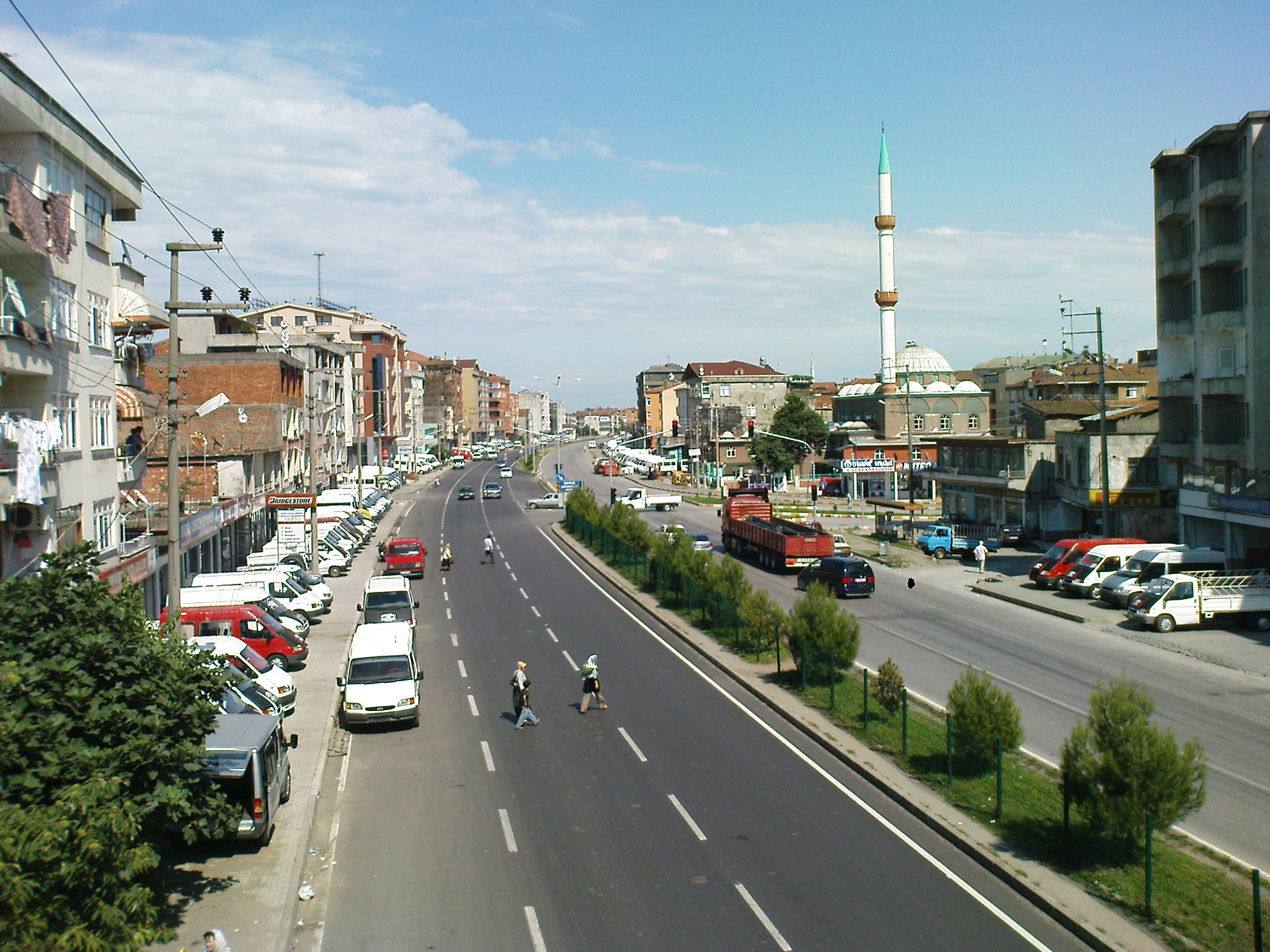
A view of Terme

Terme est une ville et un district de la province de Samsun dans la région de la mer Noire en Turquie.